# Loropetalum chinense
Loropetalum chinense är en trollhasselart som först beskrevs av Robert Brown, och fick sitt nu gällande namn av Daniel Oliver. Loropetalum chinense ingår i släktet Loropetalum och familjen trollhasselfamiljen.

## Underarter
Arten delas in i följande underarter:
- L. c. coloratum
- L. c. rubrum

## Bildgalleri

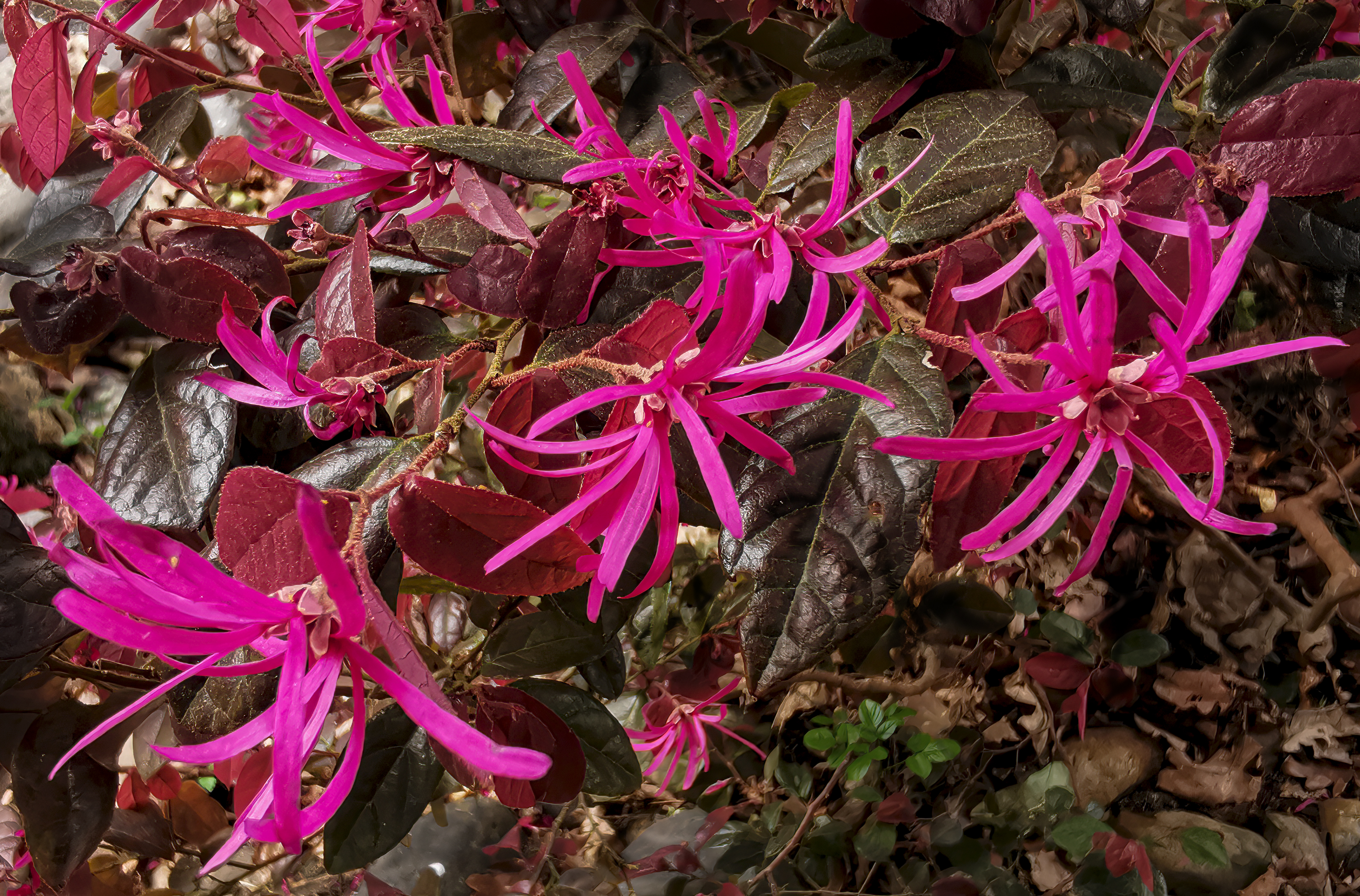
Loropetalum chinense f. rubrum
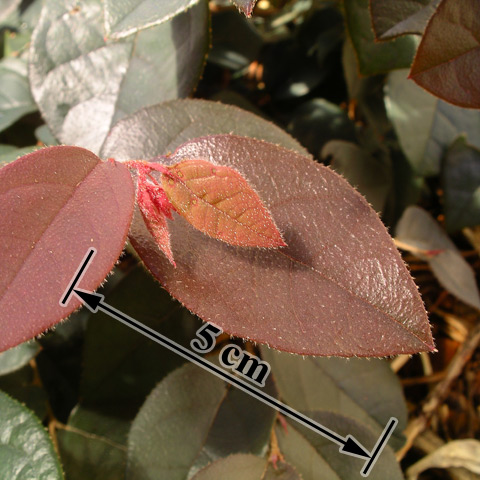
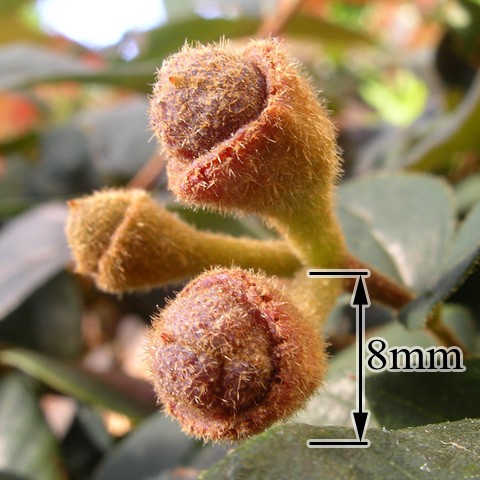